# Pseudaulacaspis prunicola
Pseudaulacaspis prunicola är en insektsart. Pseudaulacaspis prunicola ingår i släktet Pseudaulacaspis och familjen pansarsköldlöss.

## Underarter
Arten delas in i följande underarter:
- P. p. prunicola
- P. p. theae